# Sonja Johnson
Sonja Johnson (Albany, 14 de diciembre de 1967) es una jinete australiana que compitió en la modalidad de concurso completo.
Participó en los Juegos Olímpicos de Pekín 2008, obteniendo una medalla de plata en la prueba por equipos (junto con Shane Rose, Lucinda Fredericks, Clayton Fredericks y Megan Jones). Ganó una medalla de bronce en el Campeonato Mundial de Concurso Completo de 2006.

## Palmarés internacional
| Juegos Olímpicos   | Juegos Olímpicos     | Juegos Olímpicos  | Juegos Olímpicos |
| Año                | Lugar                | Medalla           | Categoría        |
| ------------------ | -------------------- | ----------------- | ---------------- |
| 2008               | Hong Kong (China)    | Medalla de plata  | Por equipos      |
| Campeonato Mundial |                      |                   |                  |
| Año                | Lugar                | Medalla           | Categoría        |
| 2006               | Aquisgrán (Alemania) | Medalla de bronce | Por equipos      |